# La Jeune Fille et les Clones
La Jeune Fille et les Clones (titre original : Glory Season) est un roman de science-fiction, écrit par David Brin, publié en 1993.

## Le type de récit
Habile mélange à la fois de récit d'aventure maritime classique et de réflexion politique sur certains enjeux du féminisme et des biotechnologies, ce roman de David Brin nous entraîne dans un univers cohérent, complexe et dépeint avec une grande minutie.

## Résumé
À la suite d'une quelconque catastrophe datant de plusieurs siècles, un groupe de femmes a décidé de fonder une société matriarcale sur une nouvelle planète d'où la violence masculine serait bannie. Cette société se veut un savant mélange de stabilité (prenant sa source dans les familles de clones féminins) et d'évolution (assurée par la présence des hommes et des « vars », les filles qui ne sont pas des clones). Maïa, une jeune var qui doit quitter sa famille explore cet univers et ses limites...

## Le parallèle avec les modes de reproduction des pucerons
Le mode de reproduction des êtres humains sur cette planète est de deux types, soit la reproduction sexuée, soit un mode de reproduction par parthénogenèse. Ces deux modes de reproduction coexistent chez le puceron.
Le romancier explique que la parthénogenèse favorise une espèce dans un environnement stable, mais à l'opposé, dans un environnement qui change brutalement, la reproduction sexuée favorise une espèce.